# Penny Mickelbury
Penny Mickelbury, née le 31 mai 1948 à Atlanta, Géorgie, est une dramaturge, journaliste et écrivaine américaine, auteur de roman policier.

## Biographie
Fille d’un peintre en bâtiment et d’un bibliothécaire, elle obtient en 1971 un diplôme en sociologie de  l’Université de Géorgie. Pendant ses études, elle travaille l’été au Atlanta Voice, prélude à une carrière de près de vingt ans en journalisme de presse et de télévision où elle est notamment à l'emploi du Washington Post. Afro-américaine et ouvertement lesbienne, elle milite au sein de groupes de pression américains pour les revendications raciales et homosexuelles. Elle quitte le journalisme à la fin des années 1980, déçue par le sensationalisme endémique et l’importance grandissante accordée par la presse à la vie privée de personnalités publiques.  
Elle se lance alors dans l’écriture dramatique, un rêve qu’elle caressait depuis longtemps, et parvient à percer et à faire jouer ses pièces.  Pour être en mesure de poursuivre cette carrière en théâtre, elle publie aussi des romans policiers où se mêlent les influences d’auteurs qu’elle admire : Dorothy L. Sayers, Agatha Christie, Erle Stanley Gardner et Chester Himes.  Dans son premier roman, Keeping Secrets (1994), elle crée l’inspectrice Gianna Maglione, responsable du département des crimes haineux de Washington, qui, au fil de ses enquêtes, connaît une relation amoureuse avec la reporter Mimi Patterson.
Mieux connue en France, l’héroïne Carole Ann Gibson apparaît pour la première fois dans La Patience et la Loi (1998). Cette avocate de la défense travaille dans le milieu juridique de Washington avec son mari qui est bientôt assassiné. Elle se charge alors de l’enquête avec l’aide du détective de police Jake Graham. Un an plus tard, le duo, qui a fondé une agence d'investigations, refait équipe dans Un chemin solitaire (1999) pour protéger la mère de Gibson en butte à la violence qui sévit dans son quartier de Los Angeles. Dans Paradise Interrupted (2001), Gibson et Graham sont embauchés pour porter secours à un nouveau gouvernement d’une petite île des Caraïbes.
Penny Mickelbury a également donné vie au détective privé portoricain Phil Rodriguez qui enquête dans le quartier new-yorkais de Lower East Side et, dans deux nouvelles, au détective privé et ancien alcoolique repenti, Charles “Boxer” Gordon.

## Œuvre

### Romans

#### SérieGianna Maglione
- Keeping Secrets (1994)
- Nights Songs (1995)
- Love Notes (2002)
- Darkness Descending (2005)

#### SérieCarole Ann Gibson et Jack Graham
- One Must Wait (1998) Publié en français sous le titre La Patience et la Loi, Paris, Librairie des Champs-Élysées, Le Masque no 2412, 1999
- Where to Choose (1999) Publié en français sous le titre Un chemin solitaire, Paris, Librairie des Champs-Élysées, Le Masque no 2440, 2000
- The Step Between (2000) Publié en français sous le titre Entre deux eaux, Paris, Éditions du Masque, Grands Formats, 2001
- Paradise Interrupted (2001)

#### SériePhil Rodriguez
- Two Graves Dug (2005)
- A Murder Too Close (2008)

### Nouvelles

#### SérieCharles “Boxer” Gordon
- More Than One Way (2004), parue dans Shades of Black: Crime and Mystery Stories by African-American Authors
- Murder... Then and Now (2011), parue dans Send My Love and Molotov Cocktail !

### Théâtre
- Time Out (1989)
- Waiting for Gabriel (1991)
- Warm Robes of Remembrance (1993)
- Hush Now (2000)